# 漆の実のみのる国
『漆の実のみのる国』（うるしのみのみのるくに）は、藤沢周平による長編小説。
雑誌『文藝春秋』1994年1月号から連載され、1996年4月号を最後に病気療養のため中断。同年7月に病院より一時帰宅した際に執筆された結末部（原稿用紙6枚分）が作者の死後、『文藝春秋』1997年3月号に「最終回」（遺稿）として掲載され、これが絶筆作品となった。1997年5月に単行本が文藝春秋から刊行された。
江戸時代中期の米沢藩主・上杉鷹山の生涯を描いている。

## あらすじ
江戸時代中期、上杉重定の治世。米沢藩は貧窮し、政治は重定の寵臣森平右衛門の独裁状態にあった。江戸家老竹俣当綱は森を暗殺するが、重定は悪政を続ける。その後、治憲（後の鷹山）が藩主となり、竹俣らを重用した大改革を始め、七家騒動、天明の飢饉などを経ながら藩財政を再建していく。

## 主な登場人物

### 上杉家
- 上杉治憲（鷹山）
- 上杉重定：前藩主
- 上杉治広：重定の子、治憲の養子
- 上杉顕孝：治憲の子、治広の養子
- 幸姫：重定の娘、治憲の妻
- お豊の方：治憲の妻

### 治憲の近臣
- 竹俣当綱：江戸家老から国家老、後に断罪される
- 莅戸善政：小姓頭から中老に
- 志賀祐親：御内証係、大倹令の失敗により辞職
- 木村高広：竹俣の処分の際、致仕する
- 佐藤文四郎：七家騒動の際、治憲を守る

### 反改革派
- 藁科立沢：医師、七家騒動の教唆によって打ち首

#### 七重臣
改革の反対派。七家騒動を引き起こす。
- 色部照長：隠居閉門を命じられる
- 千坂高敦：隠居閉門を命じられる
- 芋川延親：切腹を命じられる
- 須田満主：切腹を命じられる
- 平林正在：隠居閉門を命じられる
- 清野祐秀：隠居閉門を命じられる
- 長尾景明：隠居閉門を命じられる

### その他
- 森平右衛門：重定の寵臣、竹俣らに斬殺される

#### 治憲の師
- 細井平洲：治憲の生涯の師　藩校「興譲館」の名付け親
- 藁科松伯：医師、治憲や莅戸、竹俣などの師